# Scharreldier

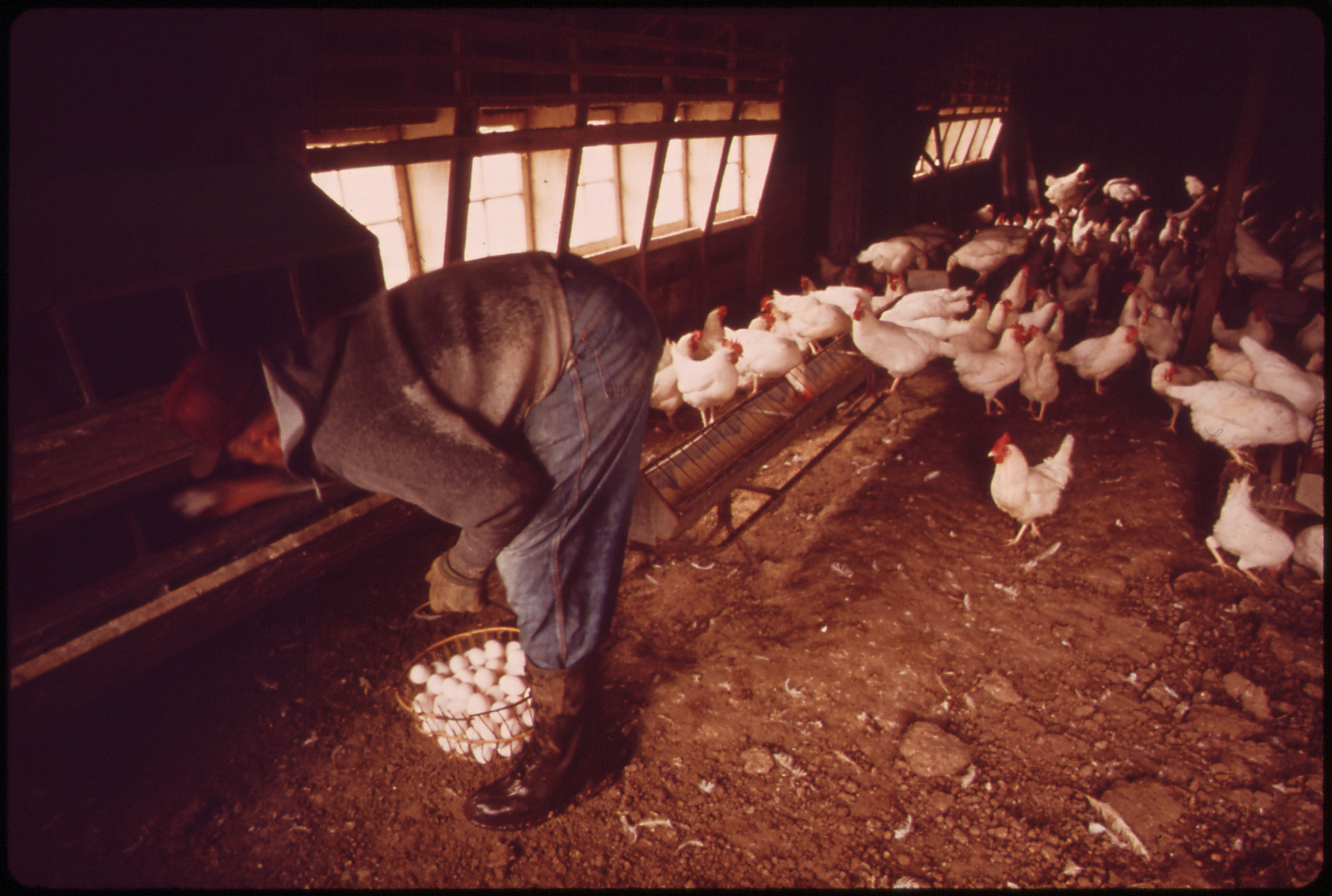
Traditionele legkippenhouderij

Scharreldieren zijn dieren die – ten opzichte van hun in de gangbare agrarische systemen voor intensieve teelt gehouden soortgenoten – wat meer ruimte hebben om rond te kunnen lopen (scharrelen). Het vlees van scharreldieren wordt wel scharrelvlees genoemd.

## Ontstaan
Het begrip is ontstaan als reactie op de omstandigheden waaronder veel economisch aantrekkelijke diersoorten worden gehouden in de bio-industrie: kippen in legbatterijen, kalveren vrijwel zonder bewegingsruimte, varkens in megastallen en koeien die de wei niet meer ingaan. Hun bewegingsvrijheid wordt ingeperkt om de voerbehoefte laag te houden en om zo veel mogelijk dieren op een klein oppervlak te kunnen houden.
Dit leidt tot een laag welzijn voor deze dieren. Er is als reactie op de industrialisering en schaalvergroting in de veehouderij een roep om een meer natuurlijke vorm van dierproductie. Hoewel veel mensen bereid zeggen te zijn wat meer voor voeding te betalen als dat het dierenwelzijn ten goede zou komen, blijkt het moeilijk het systeem dat is gericht op massaproductie en prijsconcurrentie te veranderen.

## Regelgeving
Verbetering door wetgeving wordt bemoeilijkt omdat iedere nieuwe regelgeving die de kosten van de productie doet stijgen kan rekenen op intensieve bemoeienis vanuit het agrarisch bedrijfsleven. Een belangrijk argument daarbij is de angst dat men niet meer in staat zal zijn te concurreren met het buitenland, waar men niet aan normen voor diervriendelijke veehouderij zou hoeven te voldoen. Het afzetten van dieren of dierproducten in Europese Unie en op de wereldmarkt zou dan bemoeilijkt worden.
Er is middels regelgeving sinds de jaren 90 wel wat verbeterd met betrekking tot de leefomstandigheden van dieren in de intensieve veeteelt. Zo zijn er nu voorgeschreven minimum-ruimtes voor legbatterijkippen en stalvarkens en is het opfokken van kalveren in kisten verboden.

## Broeikasgasemissies
Begrazing op open graslanden kan de plantengroei stimuleren, waardoor extra koolstofdioxide wordt vastgelegd. Grasgevoederde koeien groeien echter over het algemeen langzamer en zijn kleiner op het moment van slacht dan graangevoerde koeien. Omdat ze meer tijd nodig hebben om het slachtgewicht te bereiken en minder efficiënt voer omzetten in vlees, zijn hun totale levenslange emissies — met name methaan — doorgaans hoger. Daardoor heeft grasgevoerd rundvlees meestal een grotere ecologische voetafdruk per kilogram dan graangevoerd rundvlees. Een studie van Daniel Blaustein-Rejto en collega’s schatte dat de uitstoot van grasgevoerd rundvlees ongeveer 20% hoger was dan die van graangevoerd vee.
In vergelijking met kooikippen produceren scharrelkippen minder eieren en hebben ze meer voer nodig, wat resulteert in een ongeveer 16% hogere ecologische voetafdruk per kilogram ei.